# لشکر گارد (بریتانیا)
لشکر گارد بریتانیا (انگلیسی: Guards Division) لشکر پیاده‌نظام سنگین‌اسلحه نیروی زمینی بریتانیا بود، که در سال ۱۹۱۵ تأسیس شد و در سال ۱۹۴۶ منحل گردید. این لشکر در جنگ جهانی اول فعال بود.
لشکر گارد، یک لشکر پیاده نظام ارتش بریتانیا بود که در جنگ جهانی اول در فرانسه در سال ۱۹۱۵ از گردان‌های هنگ‌های گارد ارتش منظم تشکیل شد. این لشکر در طول جنگ جهانی اول در جبهه غربی خدمت کرد.
همچنین در جنگ جهانی دوم یک لشکر گارد وجود داشت که در ۱۲ ژوئن ۱۹۴۵ از لشکر زرهی گارد که سازماندهی مجدد شده بود، تشکیل شد.